# Antton Ibarguren
Antonio María Ibarguren Jáuregui (Alzaga, Guipúzcoa, 2 de octubre de 1949 - Pakistán, 13 de julio de 1989), más conocido como Antton Ibarguren Jauregi, fue un abogado y político nacionalista vasco.

## Biografía
Nació en el caserío Urruti Garai de la pequeña localidad guipuzcoana de Alzaga. Estudió derecho y ejerció la abogacía como oficio. 
Fue un personaje polifacético, dedicado a muy diversas actividades. Fue abogado laboralista. Participó en la fundación del colectivo de abogados Berdin, que se dedicó a brindar apoyo técnico al sindicato abertzale LAB. También participó en la fundación del sindicato agrario EHNE y fue el encargado de llevar a cabo los trámites legales para la desanexión de su localidad natal y su constitución en municipio independiente.
Fue bertsolari ocasional, aunque se dedicó más a menudo a participar en sesiones de bertsolaris como proponedor de temas. Entre 1977 y 1980 fue también director de una revista en euskera denominada Zehatz dedicada a ciencias políticas y sociales. 

### Labor política
Ibarguren se presentó como segundo en la lista electoral por Guipúzcoa de la coalición Herri Batasuna en las elecciones al Congreso de los Diputados de 1979. Con la legislatura avanzada ocupó la plaza del cabeza de lista, Telesforo Monzón, en el Congreso de los Diputados cuando este dimitió de su cargo a mitad de legislatura. Fue diputado entre el 17 de marzo de 1980 y el 27 de agosto de 1982. 
Antton Ibarguren fue uno de los cargos electos de Herri Batasuna que cantaron el Eusko gudariak (Himno del soldado vasco) durante una alocución del rey Juan Carlos I de España en la Casa de Juntas de Guernica el 4 de febrero de 1981, protagonizando uno de los incidentes más recordados de la Transición en el País Vasco. Ibarguren fue procesado por este incidente y pasó unos meses en la cárcel.

### Montañero
Gran aficionado al montañismo y a la aventura, Ibarguren viajó por muchos lugares del mundo a partir de 1980 para escalar montañas y conocer otras culturas. En 1980 hizo cumbre en Jatun Ausagate (6332 m) en Perú. En 1982 escaló en la India, donde alcanzó los 5800 m de altura. En 1983 atravesó el desierto del Sahara de sur a norte y en 1984 visitó la cordillera del Atlas en Marruecos. En 1986 escaló el Aconcagua. El 13 de julio de 1989 murió en un accidente de montaña en Pakistán intentando cumplir uno de sus sueños, escalar un ochomil. Tras hacer cumbre en el Gasherbrum II (8035 m) y mientras descendía del mismo, falleció debido a un fatal resbalón. 
Tiene un pequeño monumento en su honor en su localidad natal y, desde su muerte, vecinos de su pueblo natal realizan una marcha montañera anual en su honor.